# He Cuifang
He Cuifang (en chino: 何翠芳; 1983) es una deportista china] que compitió en escalada.
Ganó una medalla de plata en el Campeonato Mundial de Escalada de 2009, en la prueba de velocidad. Además, consiguió una medalla de plata en los Juegos Mundiales de 2009.

## Palmarés internacional
| Campeonato Mundial | Campeonato Mundial | Campeonato Mundial | Campeonato Mundial |
| Año                | Lugar              | Medalla            | Prueba             |
| ------------------ | ------------------ | ------------------ | ------------------ |
| 2009               | Xining (China)     | Medalla de plata   | Velocidad          |